# Mamoiada
Mamoiada (Mamujada in sardo barbaricino) è un comune italiano di 2 362 abitanti della provincia di Nuoro, situato a 644 metri sul livello del mare nella Barbagia di Ollolai. Fa parte della IX Comunità montana Nuorese. Dista 15 km da Nuoro.

## Geografia fisica

### Territorio
Mamoiada si trova nella parte più interna della Barbagia di Ollolai, in un territorio in cui sgorgano e scorrono numerosi corsi d'acqua, attraverso terreni in buona parte adibiti alla coltura o al pascolo. La presenza di queste risorse ambientali ha attratto insediamenti umani fin dal neolitico e pre-neolitico, con una varietà di tracce archeologiche e antropologiche significative (dalla pietra votiva, al nuraghe, fino a menhir e dolmen, per quanto riguarda quest'ultimo oggi non vi è più testimonianza, se non la toponomastica dei luoghi ove sorgevano es. sa copreccada). Colpisce Sa Perda Pintà (ossia "la pietra dipinta", nota anche come Stele di Boeli), una lastra alta 270 cm istoriata con cerchi concentrici e coppelle, in tutto simile ad analoghe lastre diffuse nell'area dei Celti (Scozia, Irlanda, Corsica, Galles e Bretagna).
Altri lasciti architettonici di epoche successive sono rappresentati soprattutto dalle chiese. La chiesa di Loreto, con una cupola ricca di affreschi, fu costruita probabilmente intorno al 1600.
Il santuario dei santi Cosma e Damiano, che ricalca una struttura molto più antica, si trova a 5 km dal centro abitato sull'altipiano di Marghine, a fianco della strada che porta a Gavoi. Il santuario è circondato da una cinquantina di casette per i pellegrini (umbissìas).
L'altitudine del territorio del comune è compresa fra i 390 m e i 1048 m sul livello del mare.

## Storia

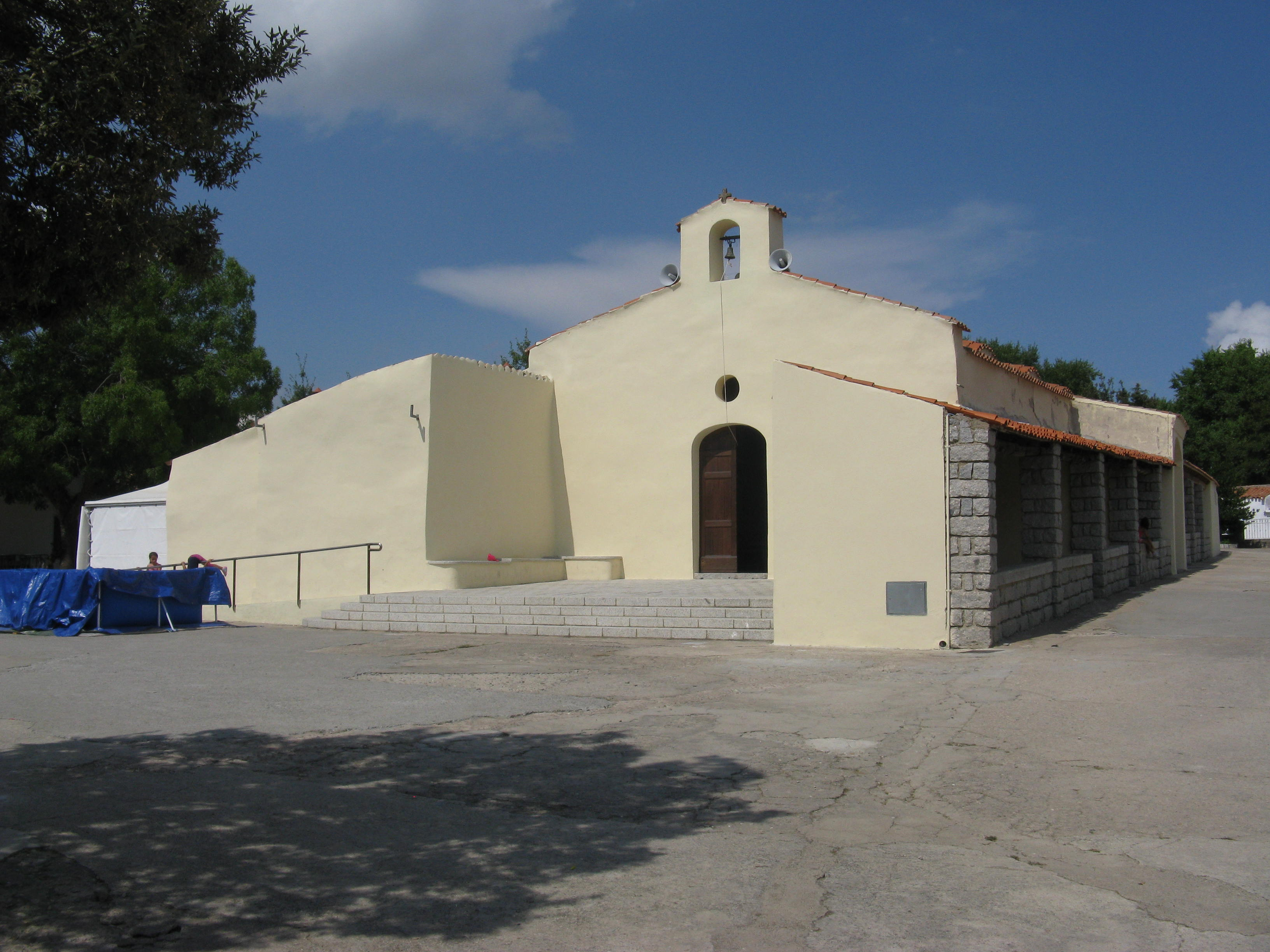
Chiesa campestre SS. Cosma e Damiano

L'area fu abitata in epoca prenuragica, nuragica (presenza di domus de janas e di alcuni nuraghi) e romana.
Data la sua posizione strategica in corrispondenza dell'asse nord-sud della Sardegna, lungo la strada Ulbiam-Caralis, l'abitato di Mamoiada fu interessato da una presenza militare romana. Il rione Su hastru ha un nome che ricalca quello che i romani davano ai loro piccoli presìdi (Castrum). La presenza romana è altresì testimoniata dalla fontana di Su hantaru vetzu (ossia "La vecchia fonte").
Nel medioevo appartenne al Giudicato di Arborea e fece parte della curatoria della Barbagia di Ollolai. Dal punto di vista ecclesiastico, invece, faceva parte della diocesi di Santa Giusta, comparendo nelle Taxationes Benefficiorum Sardiniae e nelle Rationes Decimarum di metà del XIV secolo.
Alla caduta del giudicato (1420) passò sotto il dominio del marchesato di Oristano, per poi passare sotto la dominazione aragonese (1478). Nel 1604 fu unito al ducato di Mandas, feudo dei Maza. Dai Maza passò poi ai Tellez-Giron di Alcantara, ai quali fu riscattato nel 1839 con la soppressione del sistema feudale voluto dai Savoia.

### Simboli
Lo stemma e il gonfalone del comune di Mamoiada sono stati concessi con decreto del presidente della Repubblica del 4 ottobre 2001.
Il gonfalone è un drappo di azzurro.

## Monumenti e luoghi d'interesse

### Siti preistorici
Nel comune vi sono varie testimonianze preistoriche, tra cui:  
- Domus de janas e il menhir di Sa 'e Mazzozzo.
- Domus de janas a Concheddu e i menhir di S'Eredadu
- Domus de janas di Istevene.
- Sa Perda Pintà, detta anche “la Stele di Boeli”. Un grande menhir di granito (alto 267 cm; largo 130-210 cm; spesso 57 cm) sito nel giardino di una casa dove fu rinvenuto nel 1997. Ricco di lavorazioni, con caratteristici motivi concentrici/spirali e molte coppelle.

### Architetture religiose
- Chiesa della Beata Vergine Assunta (Parrocchia). Patrona di Mamoiada.
- Chiesa di Nostra Signora del Monte Carmelo (Su Carmu).
- Chiesa di Santa Croce.
- Chiesa di San Sebastiano. Chiesa abbattuta perché a rischio crollo e sostituita da una più piccola.
- Chiesa di San Giuseppe.
- Chiesa di Nostra Signora di Loreto.
- Chiesa di Nostra Signora della Neve (Loret'attesu).
- Santuario dei Santi Cosma e Damiano, nell'altopiano di Marghine, in località Santu Cosomo.
- Chiesa di Sant’Antioco (Sant'Antriocu). Chiesa andata distrutta.
- Chiesa di San Giovanni. Chiesa andata distrutta.
- Chiesa di Sant'Antonio Abate o Sant'Antoni 'e su ohu. Chiesa andata distrutta.
- Chiesa di San Francesco. Chiesa andata distrutta.

## Società

### Evoluzione demografica
Abitanti censiti

### Lingue e dialetti
Mamoiada appartiene a una delle più caratteristiche zone linguistiche della Sardegna, la Barbagia di Ollolai, nella quale le parlate sono contraddistinte da speciali fenomeni fonetici e lessicali. Ricorrono nel mamoiadino le caratteristiche del dialetto barbaricino annotate dal grande studioso della lingua sarda Max Leopold Wagner, come il colpo di glottide in sostituzione del /k/ e l'avversione alla consonante f.

### Tradizioni e folclore
- Sant'Antonio abate (S'Antoni de su 'ohu) - 16 e 17 gennaio
- Carnevale Storico di Mamoiada (Harrasehare Mamujadinu) - febbraio/marzo
- San Sebastiano (Santu Bustianu) - seconda domenica di luglio
- Madonna del Carmelo (Su Carmu) - fine luglio
- Carnevale Estivo - fine luglio
- Madonna della Neve (Loret'Attesu) - primo fine settimana di agosto
- Archeomusicando - variabile
- Santos Cosomo e Damianu - 26 e 27 settembre
- Sas Tappas in Mamujada - primo fine settimana di novembre
- Raduno auto d'epoca - metà settembre

#### Mamuthones e Issohadores
Il misterioso carnevale mamoiadino – dalle origini ancestrali – è fra le più antiche manifestazioni popolari della Sardegna.
I suoi protagonisti, i Mamuthones e gli Issohadores, sono diventati da tempo il simbolo riconosciuto del paese. I Mamuthones, curvi sotto il peso dei campanacci, e con il volto coperto da una maschera lignea nera, si muovono lentamente in modo cadenzato su due file parallele, dando un colpo di spalla per scrollare tutta la sonagliera, con un clangore particolarissimo.
Gli Issohadores li scortano con passi e balzi più agili, vestiti con maschera bianca e corpetto rosso, e gettano il laccio (nel dialetto mamoiadino soha) d'improvviso catturando le giovani donne in segno di buon auspicio di buona salute e fertilità, o pure l'amico in segno di affetto scelto nella folla, per poi rilasciarlo subito dopo. Un tempo venivano catturati i proprietari terrieri che, per sdebitarsi dell'onore riservato loro, portavano poi tutto il gruppo a casa, offrendo vino e dolci. Il capo issohadore impartisce gli ordini ai mamuthones e dà il ritmo alla danza. Queste maschere fanno la loro prima apparizione il 17 gennaio di ogni anno in occasione della festa di Sant'Antonio abate. La festa è detta di Sant'Antoni e su 'ohu ("Sant'Antonio del Fuoco"), perché, come in tanti paesi sardi e di altre regioni del Mediterraneo, vengono accesi numerosi falò intorno ai quali si svolgono le misteriose danze dei Mamuthones e Issohadores. Il rito pare avere un significato apotropaico o propiziatorio. Il rumoroso ballo dei sonagli servirebbe ad allontanare il male e favorire annate agrarie abbondanti. Si ritrovano analoghi costumi in altri villaggi di vari paesi europei.
Assieme alle maschere di tanti paesi europei, Issohadores e Mamuthones si possono ammirare al Museo delle Maschere Mediterranee, recentemente ampliato. Il Museo contende al Museo Internazionale del Carnevale e della Maschera della città belga di Binche la maggiore completezza di testimonianze e reperti sul carnevale del bacino mediterraneo. La struttura organizza frequenti scambi a livello internazionale con musei, istituti culturali e associazioni che operano in questo ambito. Il Museo ha contribuito in maniera importante al turismo del paese e grazie alle trentamila presenze annue si pone come uno dei Musei più visitati in assoluto in Sardegna.

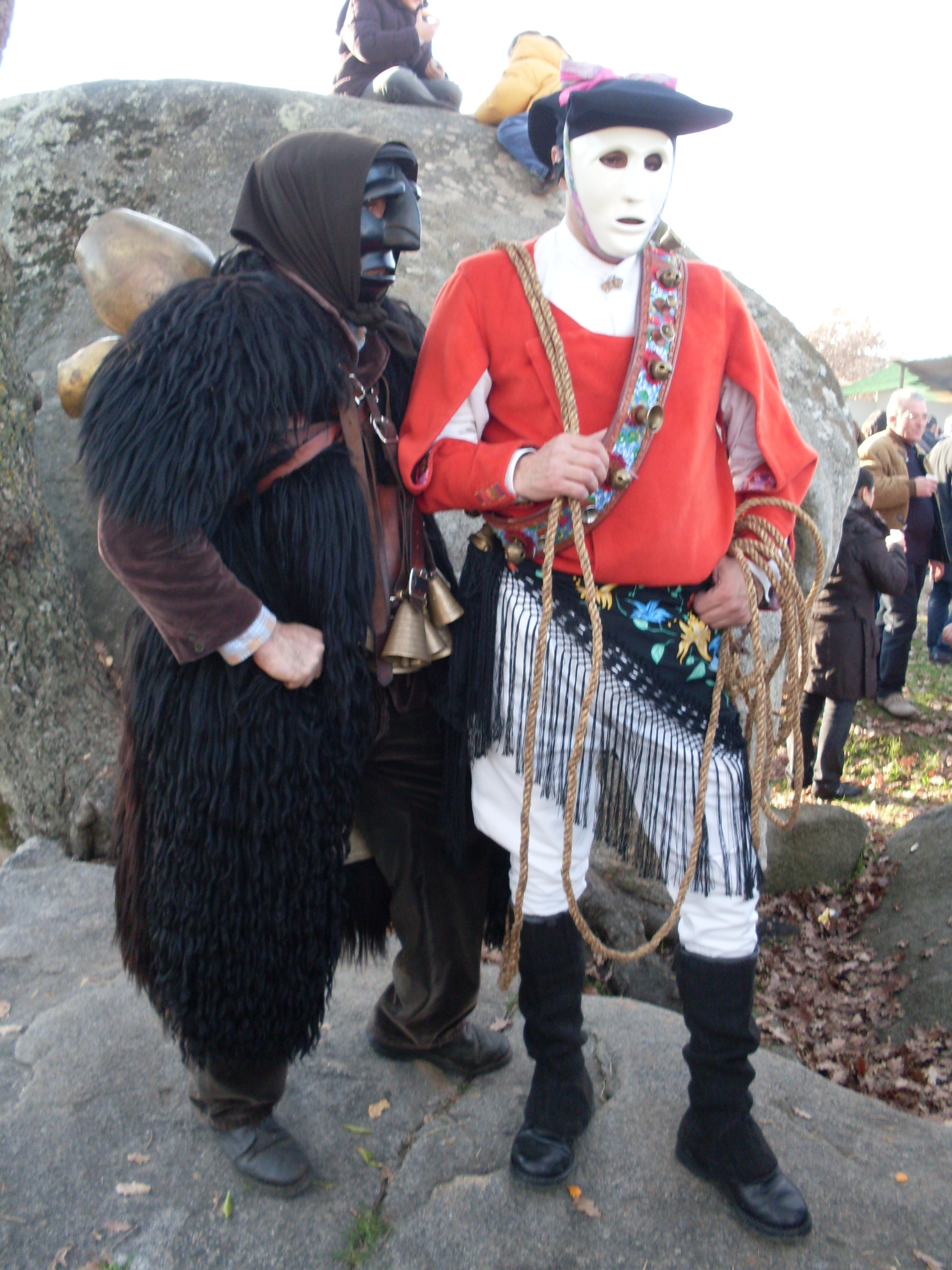
Mamuthone e Issohadore, le famose maschere mamoiadine.
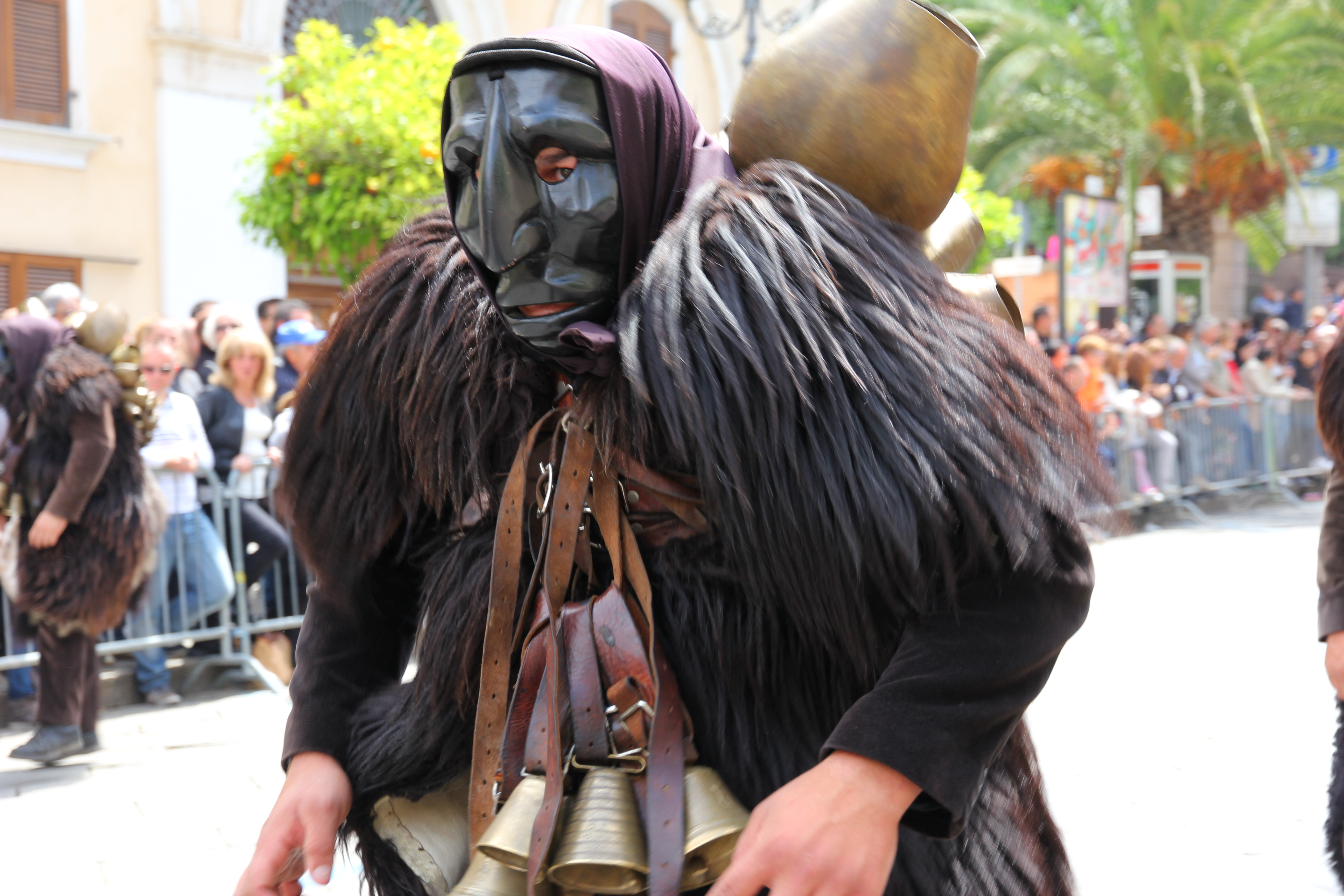
Mamuthone, tipica maschera mamoiadina
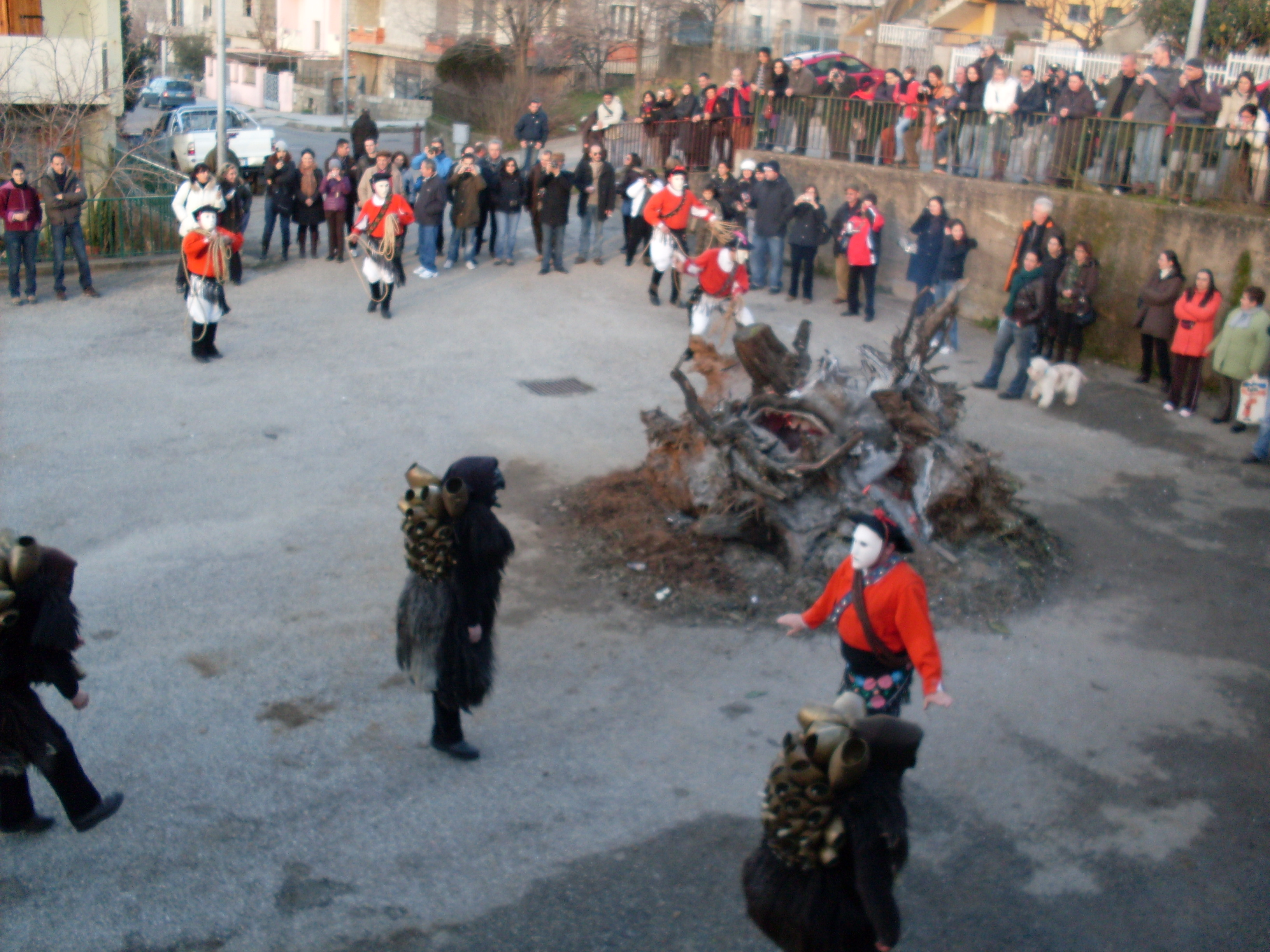
Mamuthones e Issohadores attorno al "fuoco" in onore di Sant'Antonio
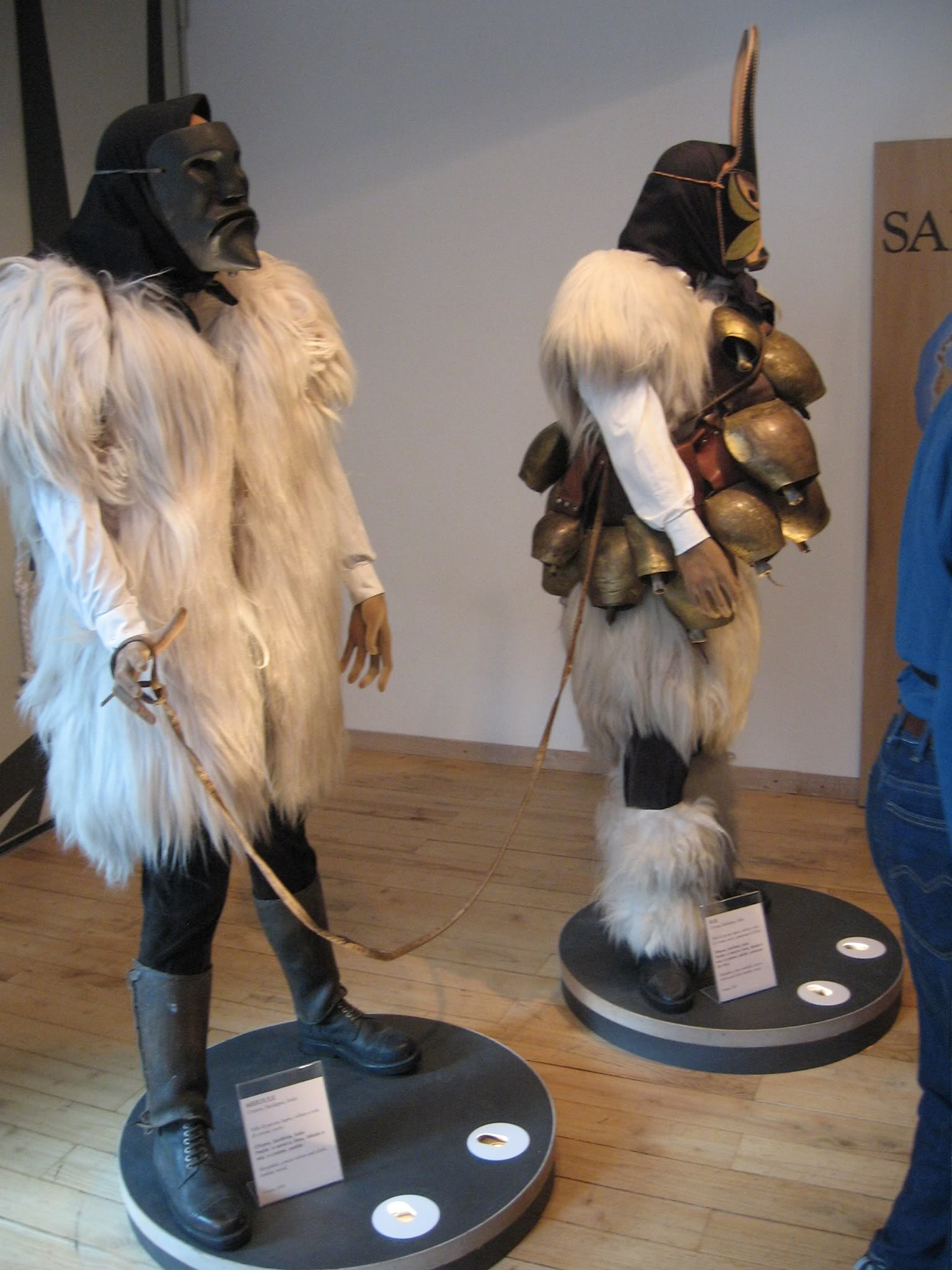
Museo delle Maschere Mediterranee

#### Su Passu Torrau
Su Passu Torràu, letteralmente "il passo ritornato", è un ballo diffuso ormai in tutta la Sardegna ma pare sia originario proprio del paese di Mamoiada. Infatti in numerose incisioni di molti suonatori della Sardegna come Mondo Vercellino, Mario e Francesco Bande viene chiamato "Sa Mamojadina".

## Cultura

### Istruzione

#### Musei
- Museo delle maschere mediterranee
- Museo della cultura e del lavoro
- Museo MATer

## Geografia antropica

### Suddivisioni storiche
I rioni storici del paese sono i seguenti:
- Su Hastru
- Moddore
- Sa Pratha Manna
- Su Hantaru Vetzu
- Su Mendularju
- Umbentu
- S'Eredadu
- Santa Maria
- Santu Sustianu
- Sas Oncheddas
- Santu Zoseppe
- Sa 'e Carrai
- Terra Hihos
- Sant'Antoni
- Su Tapiu
- Lolloveddu
- Sant'Antriocu
- Sos Agorros
- Marhasunele
- Sa 'e Matzozzo
- Su Ossu
- Sa Nestasia
- Maramele
- Loreta
- Truncavuddas

## Economia
Come in altri comuni della Barbagia, l'economia locale è caratterizzata dalla pastorizia e dalla viticoltura, con prodotti di grande qualità. Al 2017 erano attive un centinaio di cantine di varie dimensioni con circa 350 ettari vitati, superficie che in passato ha raggiunto anche i 400, principalmente di cannonau.
A partire dagli ultimi anni del XX secolo sono cresciute anche le attività legate al turismo, soprattutto in connessione con il patrimonio culturale e gli eventi della tradizione locale.

## Amministrazione
| Periodo         | Periodo         | Primo cittadino | Partito                                | Carica  | Note   |
| --------------- | --------------- | --------------- | -------------------------------------- | ------- | ------ |
| 23 aprile 1995  | 16 aprile 2000  | Annico Montisci | sinistra                               | Sindaco | [ 11 ] |
| 16 aprile 2000  | 8 maggio 2005   | Graziano Deiana | lista civica                           | Sindaco | [ 12 ] |
| 8 maggio 2005   | 30 maggio 2010  | Graziano Deiana | lista civica                           | Sindaco | [ 13 ] |
| 30 maggio 2010  | 31 maggio 2015  | Graziano Deiana | lista civica "Per Mamoiada"            | Sindaco | [ 14 ] |
| 31 maggio 2015  | 26 ottobre 2020 | Luciano Barone  | lista civica "Dialogare per Costruire" | Sindaco | [ 15 ] |
| 26 ottobre 2020 | -               | Luciano Barone  | lista civica "Dialogare per Costruire" | Sindaco | [ 16 ] |